# NSWRL 1958
Die NSWRL 1958 war die 51. Saison der New South Wales Rugby League Premiership, der ersten australischen Rugby-League-Meisterschaft. Den ersten Tabellenplatz nach Ende der regulären Saison belegten die St. George Dragons. Diese gewannen im Finale 20:9 gegen die Western Suburbs Magpies und gewannen damit die NSWRL zum dritten Mal in Folge und zum fünften Mal insgesamt.

## Tabelle
|      | Team                          | Spiele | Siege | Unent. | Ndlg. | Spiel- punkte | Diff. | Tabellen- punkte |
| ---- | ----------------------------- | ------ | ----- | ------ | ----- | ------------- | ----- | ---------------- |
| 01.  | St. George Dragons            | 18     | 16    | 0      | 2     | 480:187       | + 293 | 32               |
| 02.  | Western Suburbs Magpies       | 18     | 12    | 0      | 6     | 379:263       | + 116 | 24               |
| 03.  | Manly-Warringah Sea Eagles    | 18     | 11    | 1      | 6     | 291:251       | + 40  | 23               |
| 04.  | Newtown Jets                  | 18     | 10    | 0      | 8     | 297:252       | + 45  | 20               |
| 05.  | Balmain Tigers                | 18     | 10    | 0      | 8     | 254:273       | - 19  | 20               |
| 06.  | North Sydney Bears            | 18     | 9     | 0      | 9     | 279:322       | - 43  | 18               |
| 07.  | Eastern Suburbs               | 18     | 8     | 0      | 10    | 244:252       | - 8   | 16               |
| 08.  | South Sydney Rabbitohs        | 18     | 6     | 0      | 12    | 246:391       | - 145 | 12               |
| 09.  | Canterbury-Bankstown Bulldogs | 18     | 4     | 1      | 13    | 207:276       | - 69  | 9                |
| 010. | Parramatta Eels               | 18     | 3     | 0      | 15    | 202:412       | - 210 | 6                |

## Playoffs

### Ausscheidungsplayoff
| 19. August | Balmain Tigers | 15 : 4 | Newtown Jets | Redfern Oval, Sydney Zuschauer: 10.430 Schiedsrichter: Ray O’Donnell |
| 19. August | Bericht        |        |              | Redfern Oval, Sydney Zuschauer: 10.430 Schiedsrichter: Ray O’Donnell |

- Das Spiel fand statt, da Balmain und Newtown punktgleich waren.

### Ausscheidungs/Qualifikationsplayoffs
| 23. August | Balmain Tigers | 22 : 10 | Manly-Warringah Sea Eagles | Sydney Cricket Ground, Sydney Zuschauer: 27.985 Schiedsrichter: Darcy Lawler |
| 23. August | Bericht        |         |                            | Sydney Cricket Ground, Sydney Zuschauer: 27.985 Schiedsrichter: Darcy Lawler |

| 30. August | Western Suburbs Magpies | 34 : 10 | St. George Dragons | Sydney Cricket Ground, Sydney Zuschauer: 38.857 Schiedsrichter: Darcy Lawler |
| 30. August | Bericht                 |         |                    | Sydney Cricket Ground, Sydney Zuschauer: 38.857 Schiedsrichter: Darcy Lawler |

### Halbfinale
| 6. September | St. George Dragons | 26 : 21 | Balmain Tigers | Sydney Cricket Ground, Sydney Zuschauer: 39.132 Schiedsrichter: Darcy Lawler |
| 6. September | Bericht            |         |                | Sydney Cricket Ground, Sydney Zuschauer: 39.132 Schiedsrichter: Darcy Lawler |

### Grand Final
| 13. September | St. George Dragons                                           | 20 : 9         | Western Suburbs Magpies                                              | Sydney Cricket Ground, Sydney Zuschauer: 62.283 Schiedsrichter: Darcy Lawler |
| 13. September | Versuche: Provan (2), Bugden, Lumsden Erhöhungen: Bath (4/4) | (10:5) Bericht | Versuche: Russell Erhöhungen: Russell (1/1) Straftritte: Russell (2) | Sydney Cricket Ground, Sydney Zuschauer: 62.283 Schiedsrichter: Darcy Lawler |

| 1  | Brian Graham   |
| 2  | Eddie Lumsden  |
| 3  | Geoff Weekes   |
| 4  | Ray Smith      |
| 5  | Brian Messiter |
| 6  | Brian Clay     |
| 7  | Bobby Bugden   |
| 8  | Peter Provan   |
| 9  | Norm Provan    |
| 10 | Monty Porter   |
| 11 | Harry Bath     |
| 12 | Ken Kearney    |
| 13 | Billy Wilson   |

| 1  | Darcy Russell    |
| 2  | Don Malone       |
| 3  | Harry Wells      |
| 4  | Darcy Henry      |
| 5  | Bernie Kelly     |
| 6  | Peter Dimond     |
| 7  | Keith Holman     |
| 8  | Doug Jones       |
| 9  | Jack Bowman      |
| 10 | Bill Carson      |
| 11 | Neville Charlton |
| 12 | Bede Goff        |
| 13 | Mark Patch       |